# اللواء 444 قتال
اللواء 444 قتال هو تشكيل عسكري ليبي تابع لوزارة الدفاع في حكومة الوحدة الوطنية. يُعد أحد أبرز القوى العسكرية النظامية التي تعمل في منطقة طرابلس الكبرى وضواحيها، ويتمركز في معسكر التكبالي جنوب العاصمة.

## التأسيس والتبعية
تأسس اللواء 444 قتال في عام 2021، بعد انشقاق كتيبة 20‑20 عن قوة الردع الخاصة، بقيادة العقيد محمود حمزة، الذي يقود اللواء حاليًا.

## المهام والنشاطات
يضم اللواء عدة وحدات قتالية واستخباراتية، ويضطلع بمهام متنوعة في نطاق الأمن ومكافحة الجريمة، تشمل:
- مكافحة تهريب الوقود: أعلنت قوات اللواء 444 قتال عن إحباط عدة عمليات ضخمة لتهريب الوقود في الصحراء، مثل اعتراض قافلة محملة بـ40,000 لتر جنوب البلاد،[4] وتمكنت من ضبط أربع شاحنات وقود مهربة جنوب طرابلس.[5]

- مكافحة تهريب البشر: أوقفت مفارز اللواء عشرات المهربين ومئات المهاجرين غير الشرعيين، ومنها ضبط 120 مهاجرًا خلال عملية جنوب البلاد،[6] كما أعادت تحرير رهائن واكتشفت أوكار تهريب في بني وليد.[7]

- مكافحة تهريب المخدرات: كشفت صفحات اللواء الرسمية عن القبض على مهربي مخدرات مثل الحشيش في الغرب الليبي

- ضبط الأمن في طرابلس والمناطق المجاورة: عبر عمليات دهم ومداهمات للفصائل الإجرامية، فقد اعتقل عناصر مطلوبين وداهم أوكارًا للخطف والتهريب في طرابلس وضواحيها،[8] واعتبر من أبرز الفصائل التنظيمية التي تساهم في حفظ النظام وضبط الجريمة.[9]

## الهيكل التنظيمي
يتألف اللواء من مجموعة من الوحدات شبه النظامية والموحدة تحت قيادة رئيسية واحدة، ومنها:
- كتيبة الدفاع الخاصة (المعروفة سابقًا باسم "20‑20") – انبثقت عن قوة الردع الخاصة.[10]

- كتيبة التدخل السريع، مسؤولة عن الرد السريع في الاشتباكات داخل طرابلس وضواحيها.[11]

- وحدة استخبارات ميدانية لجمع المعلومات الأمنية داخل وخارج العاصمة.[12]

- فرق لوجستية متقدمة (إمداد ونقل) ضمن معسكر التكبالي.[13]

## القيادة
يقود اللواء العقيد محمود حمزة، الذي يُعتبر من أبرز القيادات العسكرية في طرابلس. تم اعتقاله في 14 أغسطس 2023 أثناء عبوره مطار معيتيقة الدولي من قبل قوة الردع الخاصة، ما أدى إلى اندلاع اشتباكات مسلحة عنيفة في مناطق جنوب العاصمة قبل إطلاق سراحه بعد وساطة محلية.

## الاشتباكات
شارك اللواء في عدة اشتباكات داخل طرابلس، أبرزها:
- أغسطس 2023: اشتباكات عنيفة اندلعت عند توقيف قائد اللواء العقيد محمود حمزة من قبل جهاز الردع الخاص بمطار معيتيقة، ما أسفر عن سقوط عشرات القتلى والجرحى ونزوح السكان من الأحياء الجنوبية، قبل التوصل إلى هدنة وسلم حمزة لفصائل محايدة.[17][18][19]

- مايو 2025: اندلعت مواجهات بين اللواء 444 و جهازالدعم والاستقرار عقب اغتيال قائد الأخير، عبدالغني الككلي ("غنيوة") داخل معسكر التكبالي، مما أسفر عن قتلى من الأطراف المختلفة، وأجبرت السكان على النزوح وتعليق الدوام الدراسي.[20][21][22]

## ضبط تهريب
ضبط اللواء 444 قتال عدة عمليات أمنية بارزة، تشمل:
- ضبط مهربي مخدرات وأسلحة وذخائر في عمليات بالصحراء:

في مايو 2024، خاض اللواء اشتباكات عنيفة مع مهربين للصحراء قرب الحدود الجزائرية، مما أسفر عن مقتل عدد من منتسبيه، وتحييد خلية قامت بتهريب نحو 5 ملايين حبة مخدّر، كما صادرت أسلحة وذخائر.
- توقيف أكثر من 300 مهاجر غير شرعي في الصحراء:

في نوفمبر 2024، أعلنت الكتيبة عن توقيفها أكثر من 300 مهاجر أثناء محاولتهم التوجّه إلى البحر، ضمن عملية استهدفت شبكات تهريب البشر في الصحراء.
- إحباط تهريب وقود شمال البلاد:

شارك اللواء في عمليات ضد تهريب الوقود، بالتعاون مع السلطات المحلية والأجهزة الأمنية، ضمن جهود تهدف إلى وقف تدفقات الوقود غير القانونية التي تُقدر بمليارات الدولارات سنويًا.